# Шифельбуш, Вольфганг
Вольфганг Шифельбуш (нем.  Wolfgang Schivelbusch; 26 ноября 1941, Берлин — 26 марта 2023, Берлин) — немецкий историк культуры и публицист.

## Биография
Изучал литературу, социологию и философию. Начинал как литературовед и театровед, впоследствии сосредоточился на исторических исследованиях процессов европейской модернизации и урбанизации, роли техники и технологии в повседневной жизни, трансформации коллективных представлений о пространстве и времени в этом контексте, развивая подход, близкий к истории ментальностей и интеллектуальной истории. Своим главным научным ориентиром Шифельбуш называл труды Норберта Элиаса по исторической социологии европейской цивилизации.
C 1973 по 2014 год жил в Нью-Йорке, а затем переехал в Берлин.
Скончался 26 марта 2023 года в Берлине.

## Научная деятельность
Наиболее известны его работы по истории уличного освещения в городах Европы и США, путешествий по железной дороге, употребления кофе, пряностей и других возбуждающих средств, культурным ситуациям исторического перелома (Италия, Германия, США после 1933; американский Юг 1865, Франция 1871, Германия 1918 и 1945 и т. п.).

## Труды
- Sozialistisches Drama nach Brecht: 3 Modelle, Peter Hacks, Heiner Müller, Hartmut Lange. Darmstadt; Neuwied: Luchterhand, 1974
- Geschichte der Eisenbahnreise: Zur Industrialisierung von Raum und Zeit im 19. Jahrhundert. München: Hanser, 1977
- Das Paradies, der Geschmack und die Vernunft: eine Geschichte der Genussmittel. München; Wien: Hanser, 1980
- Lichtblicke: Zur Geschichte der künstlichen Helligkeit im 19. Jahrhundert. München; Wien: Hanser, 1983
- Eine wilhelminische Oper. Frankfurt/Main: Insel Verlag, 1985
- Intellektuellendämmerung: zur Lage der Frankfurter Intelligenz in den 20er Jahren. Frankfurt/Main: Suhrkamp, 1985
- Die Bibliothek von Löwen: eine Episode aus der Zeit der Weltkriege. München: C. Hanser, 1988
- Licht, Schein und Wahn: Auftritte der elektrischen Beleuchtung im 20. Jahrhundert. Berlin: Ernst, 1992
- Eine Ruine im Krieg der Geister. Frankfurt/ Main: Fischer-Taschenbuch-Verlag, 1993
- Vor dem Vorhang: das geistige Berlin 1945—1948. München: Hanser, 1995
- In a Cold Crater: Cultural and Intellectual Life in Berlin, 1945—1948. Berkeley: University of California Press, 1998
- Die Kultur der Niederlage: der amerikanische Süden 1865, Frankreich 1871, Deutschland 1918. Berlin: Fest, 2001
- Entfernte Verwandtschaft: Faschismus, Nationalsozialismus, New Deal 1933—1939. München: Carl Hanser Verlag, 2005 (переизд. 2008)

## Признание
Книги Шифельбуша получили мировое признание, многие из них переведены на различные языки, включая турецкий, китайский, корейский, японский и украинский. В 2003 году Берлинская академия художеств присудила ему премию Генриха Манна. Научная премия Фонда Аби Варбурга (2005). Премия Лессинга (Гамбург, 2013).